# 梅镇彤
梅镇彤（1928年—），女，浙江杭州人，中国神经生物学家，曾任中国科学院上海生理研究所研究员、博士生导师。